# Domini di primo livello proposti
Per alcuni domini di primo livello proposti l'ICANN non ha ancora completato la procedura di autorizzazione.

## Il nuovo programma GTLD
A marzo 2007 l'ICANN e i rappresentanti di governi, imprese commerciali e associazioni hanno stabilito di comune accordo una serie di linee di principio per aprire la strada a una sostanziale liberalizzazione dei domini di primo livello, snellendo considerevolmente le procedure di registrazione e lasciando all'ICANN un potere di controllo solo sul rispetto degli aspetti formali della procedura e di alcuni principi di correttezza nella scelta dei nuovi domini.
A ottobre 2007 l'ICANN ha lanciato un programma di studio congiunto per approfondire gli aspetti tecnici legati a tale decisione. I risultati sono stati formalizzati con la riunione di Parigi del giugno 2008, che ha confermato l'avvio delle procedure per consentire la libera registrazione dei nomi a dominio di primo livello, consentendo anche l'impiego di alfabeti e codifiche non latine.
Nel corso dei mesi successivi sono state quindi definite le prime bozze delle procedure burocratiche per la registrazione dei nuovi nomi liberi a dominio, sostanzialmente a pagamento per le imprese commerciali (che possono registrare quindi come dominio di primo livello la propria denominazione) e condizionato a una richiesta o a un nulla-osta governativo preliminare per i domini di carattere geografico. La definizione della procedura finale è prevista attorno a metà 2009.

## Domini con processo in corso al momento del cambio di procedure
Il nuovo processo, che nelle intenzioni dell'ICANN dovrebbe diventare operativo nel corso del 2009, ha di fatto sospeso le vecchie procedure in corso, che dovrebbero concludersi positivamente con la nuova procedura. A marzo 2009, erano pendenti gli iter per i domini proposti riportati di seguito.

### Domini relativi a luoghi geografici
- .berlin: città di Berlino.[6]
- .london: città di Londra.
- .nyc: città di New York.[7]
- .paris: città di Parigi.
- .bcn: città di Barcellona.
- .lat: America Latina in generale, come .eu per l'Unione europea e .asia per l'Asia.
- .africa: Africa in generale, come .eu per l'Unione europea e .asia per l'Asia.

### Domini relativi a popoli e lingue
Queste proposte vogliono creare un'identità indipendente sulla rete per delle comunità linguistiche e culturali. Si ispirano principalmente al successo del dominio .cat, pensato per i siti in lingua catalana e relativi alla cultura catalana.
| Dominio | Uso                                      | Sostenitore                                                     | Anno della proposta |
| ------- | ---------------------------------------- | --------------------------------------------------------------- | ------------------- |
| .bzh    | Bretagna e lingua bretone                | Pointbzh Archiviato il 28 marzo 2009 in Internet Archive.       | 2006                |
| .cym    | Galles e lingua gallese                  | dotCYM.org Archiviato il 24 settembre 2017 in Internet Archive. | 2006                |
| .eng    | Inghilterra                              | dotENG.org                                                      | 2008                |
| .gal    | Galizia e lingua galiziana               | PuntoGal                                                        | 2006                |
| .lli    | Cultura e lingua leonesi                 | puntuLLI                                                        | 2007                |
| .quebec | Québec                                   | Point Québec                                                    | 2008                |
| .scot   | Scozia; comunità, cultura e lingua scots | dotSCO.org                                                      | 2005                |
| .ker    | Cornovaglia e lingua cornica             | Cornish World Magazine                                          | 2008                |
| .eus    | Lingua basca                             | PuntuEus Archiviato il 27 aprile 2017 in Internet Archive.      | 2009                |

### Domini destinati a siti per bambini
- .kids: proposto per molteplici entità, tutte aventi a che fare con i bambini; ad oggi nessuna di queste proposte è stata approvata e il dominio non esiste (tranne che nel dominio di secondo livello .kids.us).
- .kid: proposto dal Parlamento europeo per siti dedicati ai minori, avrebbe dovuto essere sorvegliato da un'apposita autorità.

### Domini tecnici
- .geo: località geografiche generiche.
- .mail: per facilitare la lotta allo spam.
- .web: generico, alternativa a .com.
- .app: per le applicazioni.

### Domini destinati a settori specifici
- .med: siti di ospedali.
- .eco: siti ambientalisti.[9]
- .post: siti di enti che si occupano del servizio postale.